# 달성 천내리 지석묘군
천내리 지석묘군(川內里 支石墓群)은 대한민국 대구광역시 달성군 화원읍에 있는 청동시대의 고인돌이다. 2006년 4월 20일 대구광역시의 기념물 제13호로 지정되었다.

## 개요
대구 달성군 화원읍의 천내리(川內里)와 성산리(城山里) 일대에는 과거 많은 지석묘(支石墓)가 분포했다고 한다. 그러나 지금은 이 곳에 있는 8기만이 유일하게 남북으로 열을 지어 있다. 3기는 화장사(華藏寺) 경내에 1기는 화장사 담에 걸쳐서, 4기는 화장사 바깥의 화원교도소 외곽에 위치하고 있다. 마을 사람들은 칠성바위라 부르고 있다.
이 곳의 지석묘는 부정형의 거대한 암석을 상석으로 하고, 일열로 배치되어 한 집단을 이루고 있다. 상석의 장축방향은 북동-남서간 선상에 있다. 지석의 유무는 외형상 확인되지는 않으나 원래 없었던 것으로 추측된다. 이 지역에 현존하는 지석묘중 가장 큰 규모에 속하는 유적이다.

## 참고 문헌
- 천내리지석묘군 - 국가유산청 국가유산포털